# Plaza de San Marcos

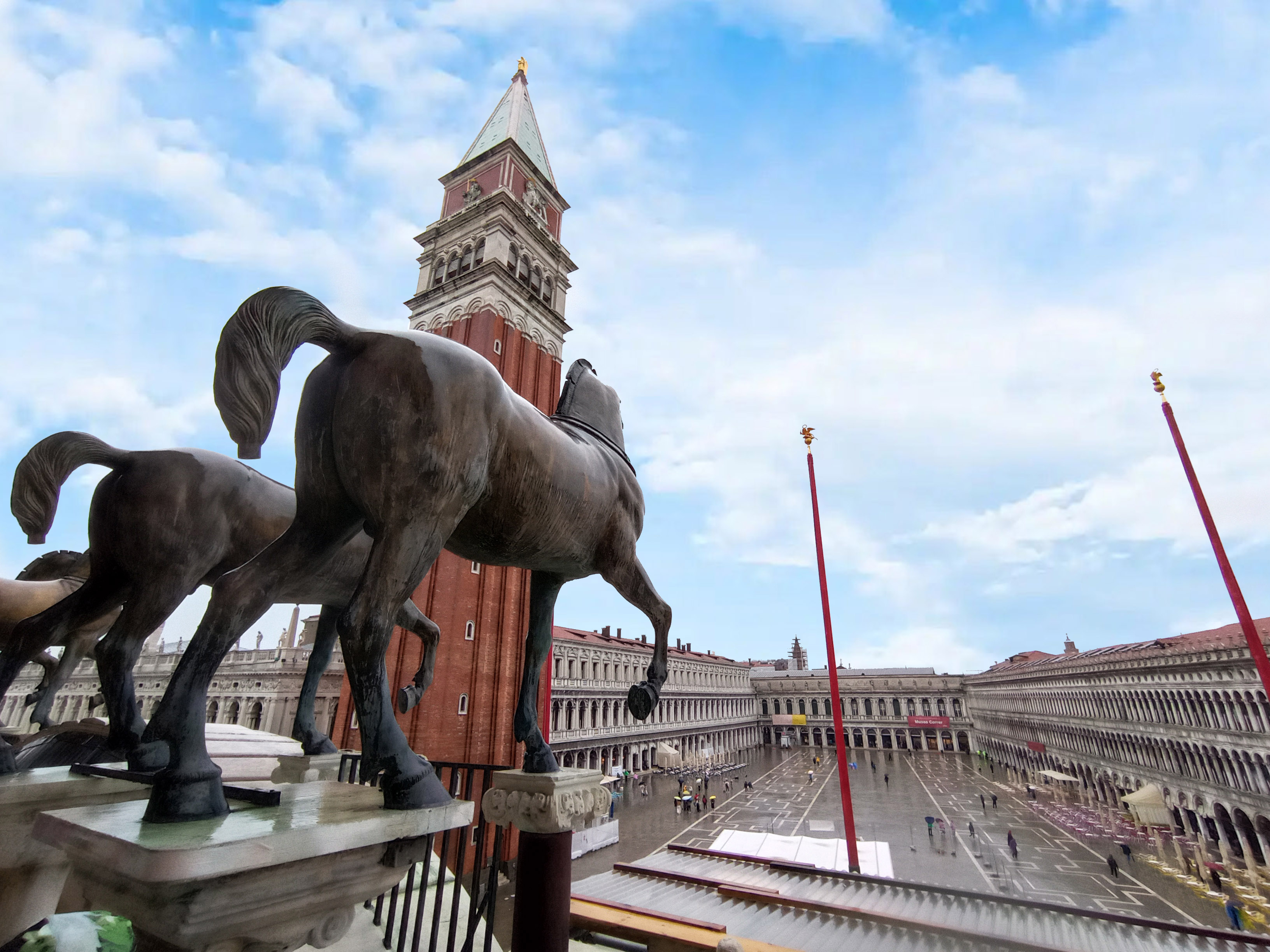
La plaza de San Marcos vista desde la Loggia dei Cavalli de la basílica de San Marcos

La plaza de San Marcos (en italiano: Piazza San Marco) es la «única» plaza de Venecia, y su principal destino turístico, abundante en fotógrafos y turistas. La extensión desde la plaza hasta la cuenca de San Marcos se conoce como Piazzeta San Marco, si bien no es estrictamente parte de la Plaza.
Se atribuye a Napoleón Bonaparte, aunque algunos opinan que fue Alfred de Musset, el apodarla le plus élégant salon d'Europe (el salón más bello de Europa).

## Historia

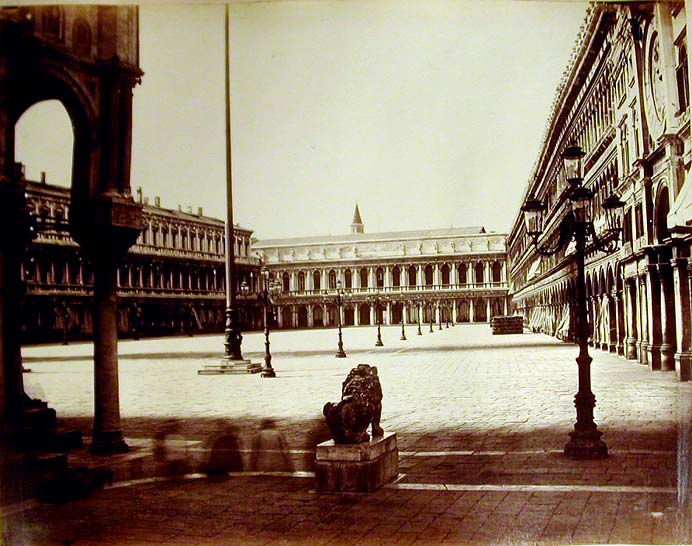
Giorgio Sommer - Venezia - Piazza san Marco - 1870.

La Piazza se inició en el siglo IX como un área pequeña frente a la original basílica de San Marcos, construcción anterior a la actual, dedicada en sus inicios a San Teodoro, primer patrón de Venecia. Es por este hecho que encontramos a San Marcos y San Teodoro en las columnas situadas en la Piazzetta junto al Gran Canal.
Fue extendida a su forma y tamaño actual en 1177, cuando el río Batario, que la limitaba por el oeste, y un puerto que tenía aislado el Palacio Ducal de la plaza, se inundaron. La reestructuración fue realizada para el encuentro del papa Alejandro III y el emperador Federico Barbarroja.
La plaza ha sido siempre el centro de Venecia. Fue la ubicación de todos los importantes de la República de Venecia, y ha sido la base del arzobispado desde el siglo XIX. Fue el foco de muchos festivales y es un lugar sumamente popular en Italia incluso hoy en día.
Fue pavimentada a fines del siglo siglo XIII con ladrillos en patrón herringbone (diagonales alternantes) con líneas que permitían organizar el mercado y las muy frecuentes procesiones ceremoniales. Luego, en 1723, los ladrillos fueron reemplazados por un diseño geométrico más complejo compuesto por piedra volcánica oscura y patrones geométricos en piedra blanca, a cargo del arquitecto veneciano Andrea Tirali, oportunidad aprovechada para elevar la plaza aproximadamente en un metro.

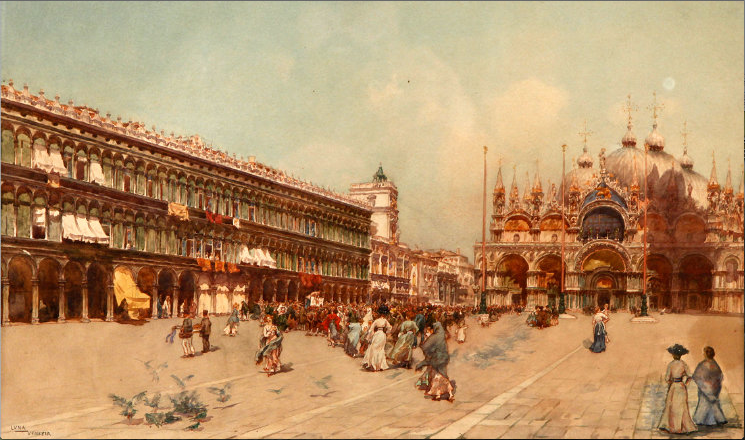
Plaza Venecia de Juan Luna.

En 1890, el pavimento fue renovado debido al desgaste siguiendo un diseño similar al de Tirali, pero eliminados los óvalos y cortando la esquina del oeste para acomodarse mejor al ala napoleónica al final de la plaza.

## Edificios
La plaza está dominada por la Basílica, el Palacio Ducal y el Campanario de la basílica, que se erige a un lado de ella.
Los edificios alrededor de la plaza son, en sentido inverso al movimiento del reloj desde el Gran Canal, el palacio Ducal, la basílica de San Marcos, la torre del Reloj de San Marcos, la Procuradoría Antigua, el Ala Napoleónica, la Procuradoría Nueva, el Campanario de San Marcos, Logetta y la Biblioteca Marciana. Gran parte de la planta baja de las Procuradorías está ocupada por cafeterías, incluyendo el Caffè Florian y el Gran Caffè Quadri. El Museo Correr y el Museo de Arqueología están ubicados en algunos edificios de la plaza. La Casa de Moneda yace tras la Biblioteca Marciana en la (del italiano: riva ‘orilla o banco’) del Gran Canal. Estas últimas construcciones fueron completadas durante la ocupación napoleónica, aunque el Campanario ha sido reconstruido.

## Inundaciones

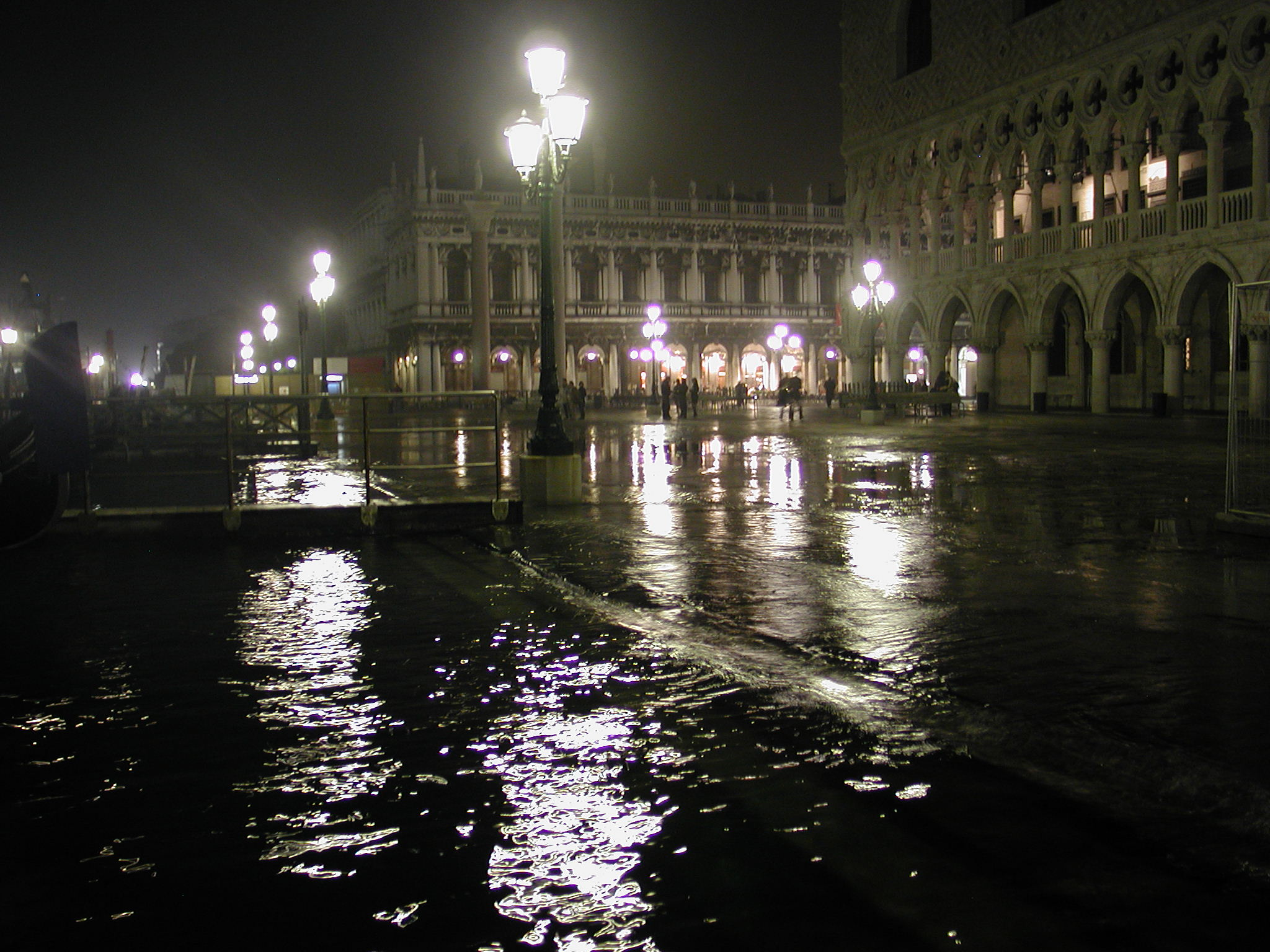
Inundación en 2005

La plaza de San Marcos es el lugar más bajo de Venecia y cuando el agua sube por tormentas desde el mar Adriático o por exceso de lluvia es lo primero en inundarse. El agua corre por los drenajes directamente al Gran Canal, lo que es ideal cuando llueve, pero cuando sube la marea (del italiano: acqua alta) tiene el efecto inverso, el agua del canal sube por los drenajes hacia la plaza.